# 関脇
関脇（せきわけ、せきわき）は、大相撲の力士の地位の一つ。大関の下、小結の上。いわゆる「三役」と呼ばれる地位の一つであり、（本来の意味では）その中では二番目に当たる（詳細は後述）。幕内に属し、幕内の地位の中では横綱から数えると第三位に当たる。

## 呼称・由来
江戸時代の大相撲初期からある地位である。
「大関」の「脇」をつとめる者、という意味が語源とされている。第2位の力士を〈脇〉と呼ぶことは、平安時代の相撲節会に遡る。
現在は地位としては3番目であるが、江戸時代には、横綱が地位として確立されておらず（大関の中で特に実力のあるものに認められた名誉称号であった）、大関が興行用の看板大関で実力が皆無であったことが多かったため、関脇が実力的に最強の力士であることも多かった。1789年（寛政元年）11月場所7日目谷風と小野川に揃って横綱免許（称号としての横綱）が与えられたが、この場所の両者の番付は関脇だった。

## 三役
本来は大関・関脇・小結の3つの番付が「三役」であるが、大関は昇進に特別な条件が必要なことや、横綱との兼ね合いがあることから、現在では狭義の三役としては大関を除いて関脇と小結の2つの番付のみを指し、横綱・大関・関脇・小結をひとまとめにする場合は「役力士」と呼ぶ。現在では横綱が地位として確立しているため、関脇は横綱・大関に次いで3番目の地位となっていることから、千秋楽では「これより三役」に出場する機会が多い。
小結は横綱が地位として確立していない時代には大関・関脇に次いで3番目の地位であったため、「これより三役」に出場する機会が多かったが、現在は小結が「これより三役」に出場する機会は関脇と比較すると少なく（横綱・大関の番付上の人数・休場者数や優勝争いなどの状況の都合で小結が「これより三役」に出場することはあるが）、初日に横綱との割が組まれることが定例となっている。だが、稀に関脇が初日に横綱との割を組まれる場合もある。

## 特徴
金銭的待遇
月給は小結とともに「三役」とひとくくりに扱われ、同額（180万円）である。
取組
幕内力士として、本場所では15日間毎日取組が組まれる。
定員
関脇としての定員は定められていない。
人数の下限としては最低2名（東西1名ずつ）定められており、実際に2名のみの場所が多い。これまでの1場所最大の人数は5関脇で、1972年（昭和47年）7月場所の1例のみ（輪島・貴ノ花・三重ノ海・魁傑・長谷川）。これに次ぐ4関脇は、合計27場所ある。直近の4関脇は、2024年（令和6年）9月場所（阿炎・大の里・霧島・貴景勝）である。近年でも後述のように3関脇の番付がしばしば発生しているが、4関脇以上の番付については、2000年（平成12年）1月場所（魁皇・栃東・武双山・貴ノ浪）以来2023年（令和5年）1月場所（若隆景・豊昇龍・髙安・正代）まで23年にわたり出ていなかった。2023年（令和5年）は6場所全て3関脇以上となった。
引退後
一度でも関脇を経験すれば、引退後に年寄を襲名することができる。

## 昇進・陥落要件
関脇に限らず、「番付は生き物」と俗称されるように、成績と翌場所の地位との関係は一定ではない。特に、関脇は定員が少なく、さらに上位（大関）への昇進審査が厳格に管理されているため、他の力士との兼ね合いによる運・不運が大きい。
幕内上位については、昇進要件が特に厳格である横綱・大関を除いた力士のうち、前場所の番付と成績を加味して上から順に関脇2名、小結2名、それ以降を前頭（平幕）とすることが多い。そのため、小結で勝ち越しても、関脇の枠が空かずに昇進できないケースもあれば、逆に、上位陣が軒並み負け越した場合には、単純計算で昇進できない成績の力士が引き上げられて関脇に至るケースもある。（小結での勝ち越しが優先される。）
逆に、関脇に在位するに十分な成績を残した力士が3名以上いた場合は、増員されることがある（以前の張出に相当）。具体的には、小結で11勝以上の好成績を挙げた場合は、戦後は例外なく関脇に昇進しているほか、大関からの陥落力士が発生した場合も、関脇が3名以上になる可能性がある（ただし前場所関脇で関脇に留まる力士が1人または不在の時は大関からの陥落力士を含めて関脇2人というケースが大半である）。一方、関脇で負け越した場合は原則陥落するが、東関脇で7勝8敗の場合は、他の力士との兼ね合いで西関脇にとどめられることもある。21世紀に入ってからは関脇で7勝8敗の力士が平幕に落ちた例は全くない。（平成時代に関しては平成3年夏場所の曙、平成3年秋場所の貴花田（のちの横綱貴乃花）平成4年初場所の琴錦、貴闘力、平成4年九州場所の安芸ノ島（のちの安芸乃島）の5人が7勝8敗で翌場所平幕に陥落をしている。貴闘力の東前頭2枚目以外は全員東前頭筆頭であった。）
関脇から大関に昇進する場合（大関から陥落した直後の大関特例復帰を除く）には、関脇または小結で続けて優秀な成績を挙げなければならない。近年では「3場所続けて三役の地位にあり、その通算の勝ち星が33勝以上」がその目安とされている。したがって、8勝7敗・9勝6敗・10勝5敗といった並の勝ち越しだけで昇進が可能な番付としては関脇が最高位である。11勝4敗についても、計算上は最高11勝でも大関への昇進は可能ではあるが、実際には困難である。
1991年11月場所には前場所に平幕優勝を達成していた琴錦功宗が13日目を終えた時点で11勝2敗をキープしており、連覇の可能性があったことから、当時の二子山理事長が「二場所連続優勝なら大関昇進を考える余地がある」と発言しており、平幕・小結と2場所連続優勝を達成すれば関脇を飛び越して大関に昇進することも制度上は可能である模様。
大関が2場所続けて負け越すと関脇へと陥落するが、その場合、関脇の中では最も低い順位に据えられるのが通例で（関脇が2名であれば西関脇、3名以上であれば第2関脇（過去であれば張出））、その陥落直後の場所に10勝以上した場合は大関特例復帰となる。

## 記録
備考
在位記録については、中止された2011年（平成23年）3月場所と2020年（令和2年）5月場所は含まれず、本場所ではないが公式記録が残る2011年（平成23年）5月の技量審査場所は含まれる。

### 関脇在位記録
| 順位 | 関脇在位 | 四股名       | 最高位 |
| ---- | -------- | ------------ | ------ |
| 1位  | 22場所   | 琴光喜啓司   | 大関   |
| 2位  | 21場所   | 長谷川勝敏   | 関脇   |
| 2位  | 21場所   | 琴錦功宗     | 関脇   |
| 2位  | 21場所   | 魁皇博之     | 大関   |
| 5位  | 20場所   | 武双山正士   | 大関   |
| 6位  | 19場所   | 御嶽海久司☆  | 大関   |
| 7位  | 17場所   | 栃東大裕     | 大関   |
| 7位  | 17場所   | 若の里忍     | 関脇   |
| 9位  | 15場所   | 貴闘力忠茂   | 関脇   |
| 9位  | 15場所   | 名寄岩静男※  | 大関   |
| 9位  | 15場所   | 豪栄道豪太郎 | 大関   |

- 2025年5月場所時点。
- ※は年6場所制定着以前の入幕。
- ☆印は2025年現在で現役力士。

### 三役（関脇・小結）在位記録
| 順位 | 四股名       | 三役在位 | 関脇在位 | 小結在位 | 最高位 |
| ---- | ------------ | -------- | -------- | -------- | ------ |
| 1位  | 琴錦功宗     | 34場所   | 21場所   | 13場所   | 関脇   |
| 2位  | 魁皇博之     | 32場所   | 21場所   | 11場所   | 大関   |
| 3位  | 武双山正士   | 31場所   | 20場所   | 11場所   | 大関   |
| 4位  | 長谷川勝敏   | 30場所   | 21場所   | 9場所    | 関脇   |
| 4位  | 琴光喜啓司   | 30場所   | 22場所   | 8場所    | 大関   |
| 6位  | 御嶽海久司☆  | 29場所   | 19場所   | 10場所   | 大関   |
| 7位  | 高見山大五郎 | 27場所   | 8場所    | 19場所   | 関脇   |
| 7位  | 安芸乃島勝巳 | 27場所   | 12場所   | 15場所   | 関脇   |
| 9位  | 貴闘力忠茂   | 26場所   | 15場所   | 11場所   | 関脇   |
| 9位  | 若の里忍     | 26場所   | 17場所   | 9場所    | 関脇   |

- 2025年5月場所時点。
- ☆印は2025年現在で現役力士。

### 関脇連続在位記録
| 順位 | 関脇在位 | 四股名       | 在位期間                                                | 最高位 |
| ---- | -------- | ------------ | ------------------------------------------------------- | ------ |
| 1位  | 14場所   | 豪栄道豪太郎 | 2012年（平成24年）5月場所 - 2014年（平成26年）7月場所↑  | 大関   |
| 2位  | 13場所   | 魁皇博之     | 1995年（平成7年）1月場所 - 1997年（平成9年）1月場所↓    | 大関   |
| 3位  | 11場所   | 琴光喜啓司   | 2005年（平成17年）11月場所 - 2007年（平成19年）7月場所↑ | 大関   |
| 4位  | 9場所    | 逆鉾昭廣     | 1987年（昭和62年）11月場所 - 1989年（平成元年）3月場所↓ | 関脇   |
| 4位  | 9場所    | 武蔵丸光洋   | 1992年（平成4年）9月場所 - 1994年（平成6年）1月場所↑    | 横綱   |
| 6位  | 8場所    | 若ノ花勝治※  | 1954年（昭和29年）1月場所 - 1955年（昭和30年）9月場所↑  | 横綱   |
| 6位  | 8場所    | 長谷川勝敏   | 1969年（昭和44年）1月場所 - 1970年（昭和45年）3月場所↓  | 関脇   |
| 6位  | 8場所    | 長谷川勝敏   | 1971年（昭和46年）5月場所 - 1972年（昭和47年）7月場所↓  | 関脇   |
| 8位  | 7場所    | 松登福太郎※  | 1954年（昭和29年）3月場所 - 1955年（昭和30年）9月場所↑  | 大関   |
| 8位  | 7場所    | 大豪久照     | 1963年（昭和38年）5月場所 - 1964年（昭和39年）5月場所↓  | 関脇   |
| 8位  | 7場所    | 前乃山太郎   | 1969年（昭和44年）7月場所 - 1970年（昭和45年）7月場所↑  | 大関   |
| 8位  | 7場所    | 若隆景渥     | 2022年（令和4年）3月場所 - 2023年（令和5年）3月場所↓    | 関脇   |

- 四股名は在位終了当時の四股名。
- 在位期間の↑は在位終了時に大関昇進、↓は小結以下に陥落。
- 太字の力士は現役中。
- ※は年6場所制以前の入幕。

### 三役（関脇・小結）連続在位記録
| 順位 | 在位場所数 | 四股名       | 在位期間                                                | 小結  | 関脇   | 最高位 |
| ---- | ---------- | ------------ | ------------------------------------------------------- | ----- | ------ | ------ |
| 1位  | 19場所     | 若の里忍     | 2002年（平成14年）1月場所 - 2005年（平成17年）1月場所↓  | 5場所 | 14場所 | 関脇   |
| 2位  | 17場所     | 御嶽海久司☆  | 2017年（平成29年）3月場所 - 2019年（令和元年）11月場所↓ | 6場所 | 11場所 | 大関   |
| 3位  | 14場所     | 魁皇博之     | 1994年（平成6年）11月場所 - 1997年（平成9年）1月場所↓   | 1場所 | 13場所 | 大関   |
| 3位  | 14場所     | 琴光喜啓司   | 2005年（平成17年）5月場所 - 2007年（平成19年）7月場所↑  | 2場所 | 12場所 | 大関   |
| 3位  | 14場所     | 豪栄道豪太郎 | 2012年（平成24年）5月場所 - 2014年（平成26年）7月場所↑  | 0場所 | 14場所 | 大関   |
| 6位  | 12場所     | 北葉山英俊   | 1959年（昭和34年）7月場所 - 1961年（昭和36年）5月場所↑  | 3場所 | 9場所  | 大関   |
| 6位  | 12場所     | 武双山正士   | 1995年（平成7年）7月場所 - 1997年（平成9年）5月場所↓    | 5場所 | 7場所  | 大関   |
| 8位  | 11場所     | 大麒麟將能   | 1969年（昭和44年）1月場所 - 1970年（昭和45年）9月場所↑  | 5場所 | 6場所  | 大関   |
| 8位  | 11場所     | 逆鉾昭廣     | 1987年（昭和62年）11月場所 - 1989年（平成元年）7月場所↓ | 1場所 | 10場所 | 関脇   |
| 8位  | 11場所     | 武蔵丸光洋   | 1992年（平成4年）5月場所 - 1994年（平成6年）1月場所↑    | 2場所 | 9場所  | 横綱   |
| 8位  | 11場所     | 安馬公平     | 2007年（平成19年）3月場所 - 2008年（平成20年）11月場所↑ | 3場所 | 8場所  | 横綱   |

- 2024年11月場所現在。
- 四股名は在位終了当時の四股名。
- 在位期間の↑は在位終了時に大関昇進、↓は平幕に陥落。
- ☆印は2024年現在で現役力士。

### 新三役が関脇だった力士（平成以降）
平成以降では、下記の力士がこれに該当する。このうち、追風海と北勝力は小結を経験していない。小結未経験の関脇は、戦後では他に千代ノ山、鏡里、吉葉山、佐田の山、高鐵山の5人がいる。このうち千代ノ山、鏡里、吉葉山、佐田の山の4人はのちに大関、横綱に昇進しているが、高鐵山と追風海と北勝力の3人は三役在位が新関脇の1場所のみであり、その後の三役経験は無い。
| 四股名       | 前場所         | 地位         | 成績（三賞）        | 新三役（新関脇）場所 | 地位   | 成績（三賞）     | 最高位 |
| ------------ | -------------- | ------------ | ------------------- | -------------------- | ------ | ---------------- | ------ |
| 寺尾常史     | 1989年1月場所  | 西前頭筆頭   | 8勝7敗（殊）        | 1989年3月場所        | 西関脇 | 5勝10敗          | 関脇   |
| 琴富士孝也   | 1990年5月場所  | 西前頭筆頭   | 8勝7敗              | 1990年7月場所        | 西関脇 | 4勝11敗          | 関脇   |
| 武双山正士   | 1994年1月場所  | 西前頭3枚目  | 10勝5敗（殊）       | 1994年3月場所        | 西関脇 | 9勝6敗           | 大関   |
| 玉春日良二   | 1997年5月場所  | 東前頭筆頭   | 8勝7敗（殊）        | 1997年7月場所        | 西関脇 | 7勝8敗           | 関脇   |
| 出島武春     | 1997年9月場所  | 東前頭筆頭   | 11勝4敗（殊･技）    | 1997年11月場所       | 西関脇 | 5勝3敗7休        | 大関   |
| 追風海直飛人 | 2000年9月場所  | 西前頭2枚目  | 9勝6敗              | 2000年11月場所       | 西関脇 | 4勝5敗6休        | 関脇   |
| 琴光喜啓司   | 2000年11月場所 | 西前頭9枚目  | 13勝2敗（殊･敢･技） | 2001年1月場所        | 西関脇 | 4勝11敗          | 大関   |
| 北勝力英樹   | 2004年5月場所  | 西前頭筆頭   | 13勝2敗（殊･敢）    | 2004年7月場所        | 西関脇 | 3勝12敗          | 関脇   |
| 琴奨菊和弘   | 2007年1月場所  | 東前頭筆頭   | 9勝6敗              | 2007年3月場所        | 西関脇 | 7勝8敗           | 大関   |
| 阿覧欧虎     | 2010年7月場所  | 東前頭2枚目  | 11勝4敗（敢）       | 2010年9月場所        | 東関脇 | 7勝8敗           | 関脇   |
| 逸ノ城駿     | 2014年9月場所  | 東前頭10枚目 | 13勝2敗（殊･敢）    | 2014年11月場所       | 西関脇 | 8勝7敗           | 関脇   |
| 照ノ富士春雄 | 2015年1月場所  | 東前頭2枚目  | 8勝7敗（敢）        | 2015年3月場所        | 東関脇 | 13勝2敗（殊･敢） | 横綱   |
| 琴勇輝一巖   | 2016年3月場所  | 東前頭筆頭   | 12勝3敗（殊）       | 2016年5月場所        | 東関脇 | 7勝8敗           | 関脇   |
| 正代直也     | 2016年11月場所 | 西前頭3枚目  | 11勝4敗（敢）       | 2017年1月場所        | 西関脇 | 7勝8敗           | 大関☆  |
| 隆の勝伸明   | 2020年9月場所  | 西前頭筆頭   | 10勝5敗             | 2020年11月場所       | 西関脇 | 8勝7敗           | 関脇☆  |
| 王鵬幸之介   | 2025年1月場所  | 西前頭3枚目  | 12勝3敗（技）       | 2025年3月場所        | 西関脇 | 6勝9敗           | 関脇☆  |

- ☆印は2025年時点で現役力士。
- 殊：殊勲賞、敢：敢闘賞、技：技能賞

### 新三役成績
| 順位 | 四股名          | 新三役成績 | 新三役番付 | 最高位 |
| ---- | --------------- | ---------- | ---------- | ------ |
| 1位  | 五ツ嶋奈良男※   | 13勝2敗    | 関脇       | 大関   |
| 1位  | 吉葉山潤之輔※   | 13勝2敗    | 関脇       | 横綱   |
| 1位  | 安念山治※       | 13勝2敗    | 小結       | 関脇   |
| 1位  | 照ノ富士春雄    | 13勝2敗    | 関脇       | 横綱   |
| 5位  | 雅山哲士        | 12勝3敗    | 小結       | 大関   |
| 5位  | 大の里泰輝      | 12勝3敗    | 小結       | 横綱   |
| 7位  | 佐賀ノ花勝巳※   | 11勝4敗    | 小結       | 大関   |
| 7位  | 照國萬藏※       | 11勝4敗    | 関脇       | 横綱   |
| 7位  | 増位山大志郎※   | 11勝4敗    | 小結       | 大関   |
| 7位  | 鏡里喜代治※     | 11勝4敗    | 関脇       | 横綱   |
| 7位  | 朝潮太郎 (3代)※ | 11勝4敗    | 関脇       | 横綱   |
| 7位  | 大鵬幸喜        | 11勝4敗    | 小結       | 横綱   |
| 7位  | 栃ノ海晃嘉      | 11勝4敗    | 小結       | 横綱   |
| 7位  | 魁傑將晃        | 11勝4敗    | 小結       | 大関   |
| 7位  | 貴花田光司      | 11勝4敗    | 小結       | 横綱   |
| 7位  | 白鵬翔          | 11勝4敗    | 小結       | 横綱   |
| 7位  | 朝乃山英樹      | 11勝4敗    | 小結       | 大関   |

- 2025年5月場所時点。
- 太字の力士は、2025年現在、現役力士である。
- ※は年6場所制定着以前の記録。
- 貴花田は後に貴乃花に改名。
- 朝乃山英樹は後に朝乃山広暉に改名。

### 新関脇成績
| 順位 | 四股名          | 新関脇成績 | 最高位 |
| ---- | --------------- | ---------- | ------ |
| 1位  | 五ツ嶋奈良男※   | 13勝2敗    | 大関   |
| 1位  | 吉葉山潤之輔※   | 13勝2敗    | 横綱   |
| 1位  | 琴欧洲勝紀      | 13勝2敗    | 大関   |
| 1位  | 照ノ富士春雄    | 13勝2敗    | 横綱   |
| 5位  | 大鵬幸喜        | 12勝3敗    | 横綱   |
| 5位  | 豊山勝男        | 12勝3敗    | 大関   |
| 5位  | 若隆景渥◎       | 12勝3敗    | 関脇   |
| 5位  | 霧馬山鐵雄◎     | 12勝3敗    | 大関   |
| 9位  | 羽黒山政司※     | 11勝4敗    | 横綱   |
| 9位  | 玉乃海太三郎※   | 11勝4敗    | 関脇   |
| 9位  | 照國萬蔵※       | 11勝4敗    | 横綱   |
| 9位  | 鏡里喜代治※     | 11勝4敗    | 横綱   |
| 9位  | 朝潮太郎 (3代)※ | 11勝4敗    | 横綱   |
| 9位  | 千代の富士貢    | 11勝4敗    | 横綱   |
| 9位  | 朝潮太郎 (4代)  | 11勝4敗    | 大関   |
| 9位  | 北天佑勝彦      | 11勝4敗    | 大関   |
| 9位  | 旭富士正也      | 11勝4敗    | 横綱   |
| 9位  | 千代大海龍二    | 11勝4敗    | 大関   |
| 9位  | 雅山哲士        | 11勝4敗    | 大関   |
| 9位  | 栃煌山雄一郎    | 11勝4敗    | 関脇   |
| 9位  | 貴景勝光信      | 11勝4敗    | 大関   |

- 2025年1月場所時点。
- 太字の力士は現役力士。
- ◎は新関脇優勝力士。
- ※は年6場所制定着以前の記録。
- 霧馬山鐵雄は後に霧島鐵力に改名。
- 貴景勝光信は後に貴景勝貴信に改名。

### 新関脇優勝
| 四股名      | 場所          | 新関脇成績 | 最高位 |
| ----------- | ------------- | ---------- | ------ |
| 清水川元吉※ | 1932年1月場所 | 8勝0敗     | 大関   |
| 双葉山定次※ | 1936年5月場所 | 11勝0敗    | 横綱   |
| 若隆景渥    | 2022年3月場所 | 12勝3敗    | 関脇   |
| 霧馬山鐵雄  | 2023年3月場所 | 12勝3敗    | 大関   |

- 2024年7月場所時点。
- 太字の力士は現役力士。
- ※は年6場所・15日制定着以前の記録。

### 関脇以下での複数回優勝回数
| 順位 | 優勝回数 | 場所                       | 四股名       | 地位         | 成績                            | 最高位 |
| ---- | -------- | -------------------------- | ------------ | ------------ | ------------------------------- | ------ |
| 1位  | 3回      | 2015年（平成27年）5月場所  | 照ノ富士春雄 | 東関脇       | 12勝3敗                         | 横綱   |
| 1位  | 3回      | 2020年（令和2年）7月場所   | 照ノ富士春雄 | 東前頭17枚目 | 13勝2敗                         | 横綱   |
| 1位  | 3回      | 2021年（令和3年）3月場所   | 照ノ富士春雄 | 東関脇       | 12勝3敗                         | 横綱   |
| 1位  | 3回      | 2018年（平成30年）7月場所  | 御嶽海久司   | 西関脇       | 13勝2敗                         | 大関   |
| 1位  | 3回      | 2019年（令和元年）9月場所  | 御嶽海久司   | 東関脇       | 12勝3敗 （○貴景勝）             | 大関   |
| 1位  | 3回      | 2022年（令和4年）1月場所   | 御嶽海久司   | 東関脇       | 13勝2敗                         | 大関   |
| 3位  | 2回      | 1956年（昭和31年）3月場所  | 朝汐太郎     | 東関脇       | 12勝3敗 （○若ノ花） （○若羽黒） | 横綱   |
| 3位  | 2回      | 1957年（昭和32年）3月場所  | 朝汐太郎     | 西関脇       | 13勝2敗                         | 横綱   |
| 3位  | 2回      | 1961年（昭和36年）5月場所  | 佐田の山晋松 | 西前頭13     | 12勝3敗                         | 横綱   |
| 3位  | 2回      | 1962年（昭和37年）3月場所  | 佐田の山晋松 | 東張出関脇   | 13勝2敗 （○ 大鵬）              | 横綱   |
| 3位  | 2回      | 1974年（昭和49年）11月場所 | 魁傑將晃     | 西張出小結   | 12勝3敗                         | 大関   |
| 3位  | 2回      | 1976年（昭和51年）9月場所  | 魁傑將晃     | 西前頭4枚目  | 14勝1敗                         | 大関   |
| 3位  | 2回      | 1992年（平成4年）1月場所   | 貴花田光司   | 東前頭2      | 14勝1敗                         | 横綱   |
| 3位  | 2回      | 1992年（平成4年）9月場所   | 貴花田光司   | 西小結       | 14勝1敗                         | 横綱   |
| 3位  | 2回      | 1991年（平成3年）9月場所   | 琴錦功宗     | 西前頭5      | 13勝2敗                         | 関脇   |
| 3位  | 2回      | 1998年（平成10年）11月場所 | 琴錦功宗     | 西前頭12     | 14勝1敗                         | 関脇   |
| 3位  | 2回      | 2019年（平成31年）1月場所  | 玉鷲一朗     | 西関脇       | 13勝2敗                         | 関脇   |
| 3位  | 2回      | 2022年（令和4年）9月場所   | 玉鷲一朗     | 西前頭3      | 13勝2敗                         | 関脇   |
| 3位  | 2回      | 2024年（令和6年）5月場所   | 大の里泰輝   | 西小結       | 12勝3敗                         | 横綱   |
| 3位  | 2回      | 2024年（令和6年）9月場所   | 大の里泰輝   | 西関脇       | 13勝2敗                         | 横綱   |

- 2025年1月場所終了時点。
- 太字の力士は、2025年現在、現役力士である。
- 貴花田は後に貴乃花に改名。

### 新三役からの連続2桁勝利記録
| 順位 | 四股名        | 場所数 | 新三役以降の成績 | 最高位 |
| ---- | ------------- | ------ | --- | ------ |
| 1位  | 大鵬幸喜      | 24場所 | 11勝4敗（西小結・新三役）、12勝3敗（西関脇・新関脇）、13勝2敗（東関脇）、10勝5敗（東張出大関・新大関）、12勝3敗（西張出大関）、11勝4敗（西大関）、13勝2敗（東大関）、12勝3敗（東大関）、13勝2敗（西横綱・新横綱）、13勝2敗（東横綱）、13勝2敗（東横綱）、11勝4敗（東横綱）、14勝1敗（東横綱）、13勝2敗（東横綱）、13勝2敗（東横綱）、14勝1敗（東横綱）、14勝1敗（東横綱）、15勝0敗（東横綱）、12勝3敗（東横綱）、14勝1敗（東横綱）、12勝3敗（西横綱）、15勝0敗（東横綱）、15勝0敗（東横綱）、10勝5敗（東横綱） | 横綱   |
| 2位  | 照國萬蔵※     | 8場所  | 11勝4敗（東張出関脇・新三役）、12勝3敗（西関脇）、13勝2敗（西関脇）、12勝3敗（東大関・新大関）、13勝2敗（西張出大関）、14勝1敗（東張出大関）、12勝3敗（西横綱大関・新横綱）、11勝4敗（東横綱大関） | 横綱   |
| 3位  | 朝乃山英樹    | 5場所  | 11勝4敗（西小結2・新三役）、10勝5敗（東関脇・新関脇）、11勝4敗（東関脇）、12勝3敗（西大関・新大関）、10勝5敗（東大関） | 大関   |
| 4位  | 照ノ富士春雄  | 4場所  | 13勝2敗（東関脇・新三役）、12勝3敗（東関脇）、11勝4敗（西大関2・新大関）、12勝3敗（東大関） | 横綱   |
| 5位  | 吉葉山潤之輔※ | 3場所  | 13勝2敗（東張出関脇・新三役）、13勝2敗（東関脇）、10勝5敗（西大関・新大関） | 横綱   |
| 5位  | 雅山哲士      | 3場所  | 12勝3敗（西小結・新三役）、11勝4敗（西関脇・新関脇）、11勝4敗（東関脇） | 大関   |

- 太字の成績は優勝、斜字の成績は優勝同点を指している。
- 太字の力士は、2025年現在で現役力士。
- ※は年6場所制定着以前の記録。

## 関脇で優勝した力士
関脇で優勝した回数や力士は2024年1月現在、幕内で2番目に少ない。関脇で全勝優勝した力士は清水川と双葉山の2人のみで、年6場所制かつ1場所15日制の現行制度では例がない。新関脇で優勝したのは清水川、双葉山、若隆景、霧馬山の4人。外国出身力士の関脇での優勝も昭和時代以前には例がなく、曙の優勝が最初の例である。関脇で複数回優勝したのは朝汐（2回）、御嶽海（3回）、照ノ富士（2回）の3人。関脇で優勝した翌場所も連続優勝したのは双葉山、2021年の照ノ富士の2人。関脇の優勝は2018年以降毎年必ず1度発生している。過去に関脇の2場所連続優勝は、1962年の3月場所から5月場所、1972年の3月場所から5月場所、2022年の1月場所から3月場所の3例。
| 回目 | 場所                       | 地位        | 四股名       | 成績                            | 翌場所                       | 最高位 |
| ---- | -------------------------- | ----------- | ------------ | ------------------------------- | ---------------------------- | ------ |
| 1    | 1929年（昭和4年）1月場所   | 東関脇      | 玉錦三右エ門 | 10勝1敗                         | 東関脇（9勝2敗）             | 横綱   |
| 2    | 1932年（昭和7年）2月場所   | 西関脇      | 清水川元吉   | 8戦全勝                         | 西関脇（8勝2敗）             | 大関   |
| 3    | 1934年（昭和9年）1月場所   | 西関脇      | 男女ノ川登三 | 9勝2敗                          | 西張出大関（5勝6敗）         | 横綱   |
| 4    | 1936年（昭和11年）5月場所  | 西関脇      | 双葉山定兵衛 | 11戦全勝                        | 東大関（11戦全勝＝優勝）     | 横綱   |
| 5    | 1940年（昭和15年）5月場所  | 西関脇      | 安藝ノ海節男 | 14勝1敗                         | 東大関（12勝3敗）            | 横綱   |
| 6    | 1948年（昭和23年）10月場所 | 西関脇      | 増位山大志郎 | 10勝1敗 （○東富士）             | 西大関（7勝6敗）             | 大関   |
| 7    | 1952年（昭和27年）9月場所  | 西関脇      | 栃錦清隆     | 14勝1敗                         | 東張出大関（11勝4敗）        | 横綱   |
| 8    | 1956年（昭和31年）3月場所  | 東関脇      | 朝汐太郎     | 12勝3敗 （○若ノ花） （○若羽黒） | 東関脇（8勝7敗）             | 横綱   |
| 9    | 1957年（昭和32年）3月場所  | 西関脇      | 朝汐太郎     | 13勝2敗                         | 西大関（9勝6敗）             | 横綱   |
| 10   | 1960年（昭和35年）11月場所 | 東関脇      | 大鵬幸喜     | 13勝2敗                         | 東張出大関（10勝5敗）        | 横綱   |
| 11   | 1962年（昭和37年）3月場所  | 東張出関脇  | 佐田の山晋松 | 13勝2敗 （○大鵬）               | 西大関（13勝2敗）            | 横綱   |
| 12   | 1962年（昭和37年）5月場所  | 西関脇      | 栃ノ海晃嘉   | 14勝1敗                         | 東張出大関（9勝6敗）         | 横綱   |
| 13   | 1972年（昭和47年）3月場所  | 東関脇      | 長谷川勝敏   | 12勝3敗 （○魁傑）               | 東関脇（8勝7敗）             | 関脇   |
| 14   | 1972年（昭和47年）5月場所  | 西関脇      | 輪島博       | 12勝3敗                         | 東関脇（8勝7敗）             | 横綱   |
| 15   | 1974年（昭和49年）1月場所  | 東関脇      | 北の湖敏満   | 14勝1敗                         | 東大関（10勝5敗）            | 横綱   |
| 16   | 1975年（昭和50年）11月場所 | 東関脇      | 三重ノ海五郎 | 13勝2敗                         | 東大関（8勝7敗）             | 横綱   |
| 17   | 1981年（昭和56年）1月場所  | 東関脇      | 千代の富士貢 | 14勝1敗 （○北の湖）             | 東大関（11勝4敗）            | 横綱   |
| 18   | 1981年（昭和56年）9月場所  | 東関脇      | 琴風豪規     | 12勝3敗                         | 東大関（11勝4敗）            | 大関   |
| 19   | 1983年（昭和58年）5月場所  | 東関脇      | 北天佑勝彦   | 14勝1敗                         | 東張出大関（9勝6敗）         | 大関   |
| 20   | 1986年（昭和61年）3月場所  | 西関脇      | 保志延芳     | 13勝2敗                         | 東関脇（11勝4敗）            | 横綱   |
| 21   | 1992年（平成4年）5月場所   | 西関脇      | 曙太郎       | 13勝2敗                         | 東大関（全休）               | 横綱   |
| 22   | 1999年（平成11年）1月場所  | 東関脇      | 千代大海龍二 | 13勝2敗 （○若乃花）             | 西大関（3勝8敗4休）          | 大関   |
| 23   | 1999年（平成11年）7月場所  | 西関脇      | 出島武春     | 13勝2敗 （○曙）                 | 東大関2枚目（10勝5敗）       | 大関   |
| 24   | 2000年（平成12年）1月場所  | 東関脇2枚目 | 武双山正士   | 13勝2敗                         | 東関脇（12勝3敗）            | 大関   |
| 25   | 2015年（平成27年）5月場所  | 東関脇      | 照ノ富士春雄 | 12勝3敗                         | 西大関2枚目（11勝4敗）       | 横綱   |
| 26   | 2018年（平成30年）7月場所  | 西関脇      | 御嶽海久司☆  | 13勝2敗                         | 東関脇（9勝6敗）             | 大関   |
| 27   | 2019年（平成31年）1月場所  | 西関脇      | 玉鷲一朗☆    | 13勝2敗                         | 西関脇（5勝10敗）            | 関脇   |
| 28   | 2019年（令和元年）9月場所  | 東関脇      | 御嶽海久司☆  | 12勝3敗 （○貴景勝）             | 東関脇（6勝9敗）             | 大関   |
| 29   | 2020年（令和2年）9月場所   | 東関脇      | 正代直也☆    | 13勝2敗                         | 東大関2枚目（3勝2敗10休）    | 大関   |
| 30   | 2021年（令和3年）3月場所   | 東関脇      | 照ノ富士春雄 | 12勝3敗                         | 西大関2枚目（12勝3敗＝優勝） | 横綱   |
| 31   | 2022年（令和4年）1月場所   | 東関脇      | 御嶽海久司☆  | 13勝2敗                         | 西大関2枚目（11勝4敗）       | 大関   |
| 32   | 2022年（令和4年）3月場所   | 東関脇      | 若隆景渥 ☆   | 12勝3敗 （○髙安）               | 東関脇（9勝6敗）             | 関脇   |
| 33   | 2023年（令和5年）3月場所   | 東関脇2枚目 | 霧馬山鐵雄 ☆ | 12勝3敗 （○大栄翔）             | 東関脇（11勝4敗）            | 大関   |
| 34   | 2023年（令和5年）7月場所   | 東関脇      | 豊昇龍智勝 ☆ | 12勝3敗 （○北勝富士）           | 西大関2枚目（8勝7敗）        | 横綱   |
| 35   | 2024年（令和6年）9月場所   | 西関脇      | 大の里泰輝 ☆ | 13勝2敗                         | 西大関2枚目（9勝6敗）        | 横綱   |

- 四股名は優勝当時の四股名。
- ☆印は2025年現時点で現役力士。
- 成績の（）内は優勝決定戦。決定戦は1947年（昭和22年）6月場所から導入され（1956年の朝汐は巴戦）、それ以前は同点の場合は番付上位者の優勝。玉錦には他に2回（1929年3月場所と1930年1月場所、いずれも9勝2敗、大関豊國が番付上位で優勝、直接の対戦は2回とも玉錦の勝利）、男女ノ川には1回（1931年1月場所、当時の四股名は朝潮）、関脇での優勝同点がある。
- 地位の「2枚目」などは、張出でなく番付の枠内に書き出されたもの。
- 曙の大関2場所目は東張出大関で9勝6敗。